# Litoria latopalmata
Litoria latopalmata är en groddjursart som beskrevs av Günther 1867. Litoria latopalmata ingår i släktet Litoria och familjen lövgrodor. IUCN kategoriserar arten globalt som livskraftig. Inga underarter finns listade i Catalogue of Life.